# Du soleil dans mes yeux
Pour plus de détails, voir Fiche technique et Distribution.
Du soleil dans mes yeux est un film dramatique français réalisé par Nicolas Giraud sorti en 2018.

## Fiche technique
- Titre : Du soleil dans mes yeux
- Réalisation : Nicolas Giraud
- Scénario : Nicolas Giraud et David Oelhoffen, d'après le livre de Philippe Mezescaze
- Photographie : Romain Carcanade
- Montage : Papeliy Milanian
- Costumes : Khadija Zeggaï
- Musique : François Elie Roulin
- Producteur : Arthur Benzaquen
- Production : Frères Zak
- Distribution : MC4 Distribution
- Pays d’origine :  France
- Genre : Drame
- Durée : 86 minutes
- Date de sortie :
  - France : 11 avril 2018

## Distribution
- Clara Ponsot : Irène
- Nicolas Giraud : Yann
- Hélène Vincent : Nicole
- Noah Benzaquen : Emile
- Patrick Descamps : le directeur de l'agence maritime
- Estelle Vincent : la femme de sécurité
- David Oelhoffen : le second
- Pierre Renverseau : un homme dans les bains-douches